# Batocera parryi
Batocera parryi es una especie de escarabajo longicornio del género Batocera,  subfamilia Lamiinae. Fue descrita científicamente por Hope en 1845.
Se distribuye por China, India, Laos, Birmania, Malasia y Vietnam.

## Sinonimia
- Batocera (Semibatocera) calanus (Parry) Kriesche, 1914
- Batocera albofasciata Heyne & Taschenberg, 1908
- Lamia calanus Parry, 1845
- Lamia parryi Hope, 1845